# Prince of Persia
Prince of Persia je franšizna videoigara koju je stvorio Jordan Mechner. Franšiza je izgrađena oko niza akcijsko-avanturističkih igara usredotočenih na razne inkarnacije istoimenog Princa iz drevnog Irana. Igre je razvilo i objavilo nekoliko različitih tvrtki. Prve dvije igre u nizu, Prince of Persia i Prince of Persia 2: Sjena i plamen, objavio je Brøderbund. Prince of Persia 3D, prvi koji je koristio 3D računalnu grafiku, razvio je Red Orb Entertainment i objavio The Learning Company na računalu, a razvio Avalanche Software i objavio Mattel Interactive na Sega Dreamcast. Ubisoft je počeo razvijati i objavljivati seriju 2003. godine s Prince of Persia: The Sands of Time. 
Serija je dva puta ponovno pokrenuta od kupnje u Ubisoftu, a od nje je snimljen film Prince of Persia: The Sands of Time, djelomično napisao Mechner, a Walt Disney Pictures objavio 2010. godine. Franšiza također uključuje Prince of Persia: The Graphic Novel i Lego liniju Lego Prince of Persia. Serija videoigara Assassin's Creed duhovni je nasljednik Perzijskog princa .
Remake prve igrice u seriji The Sands of Time je najavljen 2020. godine te će, nakon mnogih preinaka, izaći u siječnju 2022. godine. 

## Igre
| 1989 | Prince of Persia                   |
| 1990 |                                    |
| 1991 |                                    |
| 1992 |                                    |
| 1993 | The Shadow and the Flame           |
| 1994 |                                    |
| 1995 |                                    |
| 1996 |                                    |
| 1997 |                                    |
| 1998 |                                    |
| 1999 | Prince of Persia 3D                |
| 2000 |                                    |
| 2001 |                                    |
| 2002 | Prince of Persia: Harem Adventures |
| 2003 | The Sands of Time                  |
| 2004 | Warrior Within                     |
| 2005 | The Two Thrones                    |
| 2005 | Battles of Prince of Persia        |
| 2006 | Prince of Persia Trilogy           |
| 2007 | Prince of Persia Classic           |
| 2008 | Prince of Persia (2008)            |
| 2008 | The Fallen King                    |
| 2009 |                                    |
| 2010 | The Forgotten Sands                |
| 2011 |                                    |
| 2012 |                                    |
| 2013 | The Shadow and the Flame (remake)  |
| 2014 |                                    |
| 2015 |                                    |
| 2016 |                                    |
| 2017 |                                    |
| 2018 | Prince of Persia: Escape           |
| 2019 |                                    |
| 2020 |                                    |
| 2021 |                                    |
| 2022 | The Sands of Time Remake (remake)  |